# Rhamphomyia falcipedia
Rhamphomyia falcipedia är en tvåvingeart som beskrevs av Chillcott 1959. Rhamphomyia falcipedia ingår i släktet Rhamphomyia och familjen dansflugor.
Artens utbredningsområde är Michigan. Inga underarter finns listade i Catalogue of Life.